# Fulvio Ottaviano
Fulvio Ottaviano, né le 27 juillet 1957 à Rome dans la région du Latium en Italie, est un réalisateur et un scénariste italien. 

## Biographie
Il débute à la fin des années 1980 une collaboration avec le réalisateur et scénariste Francesco Ranieri Martinotti qui l'amène à travailler comme scénariste ou producteur sur plusieurs de ces films au cours des années 1990.
Il participe en 1990 à l'adaptation à plusieurs mains du roman Le Capitaine Fracasse de Théophile Gautier qui devient sous la caméra d'Ettore Scola le film Le Voyage du capitaine Fracasse (Il viaggio di Capitan Fracassa). En 1996, il s'inspire du Mystère de la via Monaci (it) pour écrire le scénario du téléfilm Il caso Fenaroli de Gianpaolo Tescari, diffusé dans le cadre de l'émission I grandi processi.
Il passe à la réalisation la même année avec la comédie Cresceranno i carciofi a Mimongo, avec Valerio Mastandrea, Francesca Schiavo (it), Daniele Liotti (it) et Rocco Papaleo dans les rôles principaux. Il obtient le David di Donatello du meilleur réalisateur débutant pour ce film.
Il poursuit dans cette voie en 1999 en signant une nouvelle comédie, Abbiamo solo fatto l'amore. En 2004, il dirige Adriano Giannini et Giorgia Surina (it) dans Una talpa al bioparco. Il réalise en 2011 Orlando, un film d'animation pour enfant. 

## Filmographie

### Comme réalisateur

#### Au cinéma
- 1990 : Overdose (court-métrage)
- 1996 : Cresceranno i carciofi a Mimongo
- 1999 : Abbiamo solo fatto l'amore
- 2004 : Una talpa al bioparco
- 2011 : Orlando

### Comme scénariste

#### Au cinéma
- 1989 : I taràssachi de Francesco Ranieri Martinotti et Rocco Mortelliti (it)
- 1990 : Le Voyage du capitaine Fracasse (Il viaggio di Capitan Fracassa) d'Ettore Scola
- 1993 : Abissinia de Francesco Ranieri Martinotti
- 1996 : Cresceranno i carciofi a Mimongo
- 1999 : Abbiamo solo fatto l'amore
- 2011 : Orlando

#### À la télévision
- 1996 : Il caso Fenaroli de Gianpaolo Tescari
- 2009 : Sui tuoi passi de Gianfranco Albano

### Comme producteur
- 1999 : Branchie de Francesco Ranieri Martinotti

## Récompenses et distinctions
- David di Donatello du meilleur réalisateur débutant en 1997 pour Cresceranno i carciofi a Mimongo.
- Nomination au Ruban d'argent du meilleur nouveau réalisateur en 1997 pour Cresceranno i carciofi a Mimongo.